# Piotrkowice (powiat jędrzejowski)
Piotrkowice – wieś w Polsce położona w województwie świętokrzyskim, w powiecie jędrzejowskim, w gminie Wodzisław.

## Historia
W latach 1975–1998 miejscowość należała administracyjnie do województwa kieleckiego.
W 1900 we wsi urodził się Franciszek Wójcicki – polski prawnik i działacz ruchu ludowego, poseł na Sejm Ustawodawczy (1947–1952).
W parafii Piotrkowice w okresie Polski Ludowej pełnił funkcje proboszcza ks. Leonard Świderski, działacz ruchu księży patriotów, publicysta, autor książki Oglądały oczy moje.

## Zabytki
- kościół parafialny pw. św. Piotra i Pawła z 1682 r., wpisany do rejestru zabytków nieruchomych (nr rej.: A.167 z 21.01.1933 (wypis) i z 11.02.1967)[8],
- park folwarczny z I połowy XIX w. (nr rej.: A.168 z 15.02.1949 i z 7.07.1977)[8].